# Don Williams (Sänger)

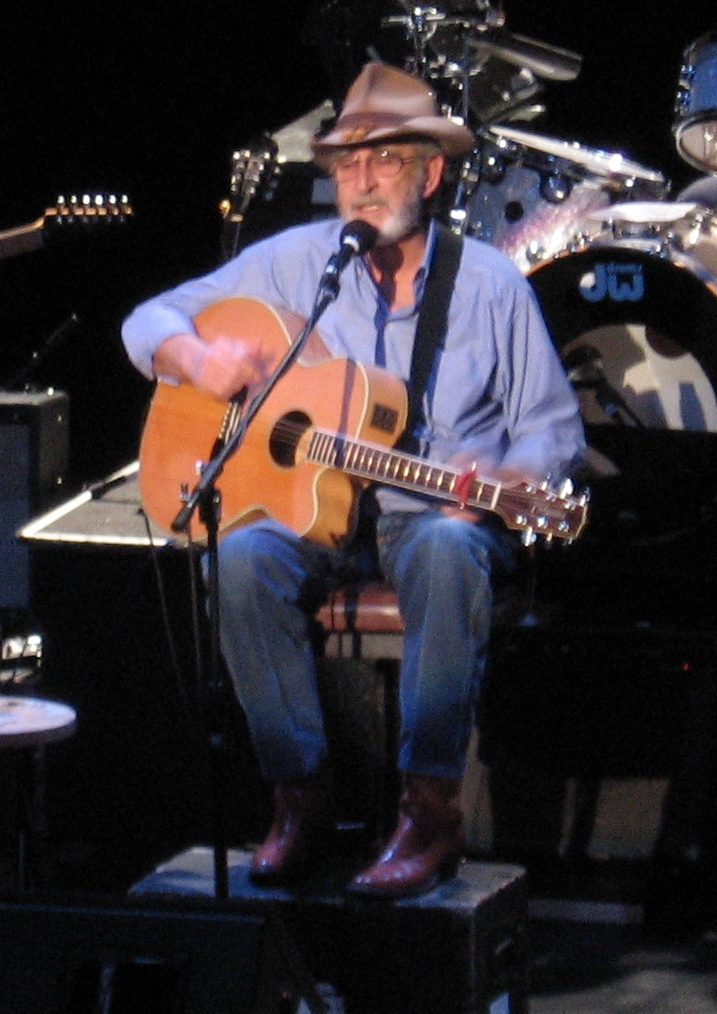
Don Williams (2006)

Donald Ray „Don“ Williams (* 27. Mai 1939 in Floydada, Texas; † 8. September 2017 in Mobile, Alabama) war ein US-amerikanischer Country-Sänger und -Songwriter. Zu seinen erfolgreichsten Stücken gehören Amanda (1973), Some Broken Hearts Never Mend (1977), Tulsa Time (1978), I Believe In You (1980) und Listen to the Radio (1982).

## Anfänge
Don Williams wurde 1939 als jüngster von drei Söhnen von Loveta Mae Lambert und James Andrew „Jim“ Williams geboren. Er wuchs in Portland auf und begann bereits als Kind Gitarre zu spielen. 1958 schloss er die Highschool ab. Mit Lofton Kline und Susan Taylor gründete er 1964 die Band Pozo-Seco Singers, die eine Mischung aus Folk und Popmusik spielte. Ein Jahr später hatte sie mit Time einen ersten Hit. Nach einigen weiteren kleineren Erfolgen löste sich die Gruppe 1971 auf.

## Karriere
Williams kehrte zunächst nach Texas zurück. Susan Taylor versuchte unterdessen eine Solokarriere, und Williams ging nach Nashville, um sie bei der Produktion ihres ersten Albums zu unterstützen. Eine Zeitlang arbeitete er dort für Jack Clement, dem Produzenten von Susan Taylor, als Songwriter. 1973 spielte er bei dessen Label ein eigenes Album ein: Don Williams Volume I. Eine kurz zuvor veröffentlichte erste Single verkaufte sich nur schlecht, aber bereits seine zweite, The Shelter of Your Eyes, konnte sich in der US-Country-Charts platzieren. 1975 erreichte er mit We Should Be Together Position 5.
Der großgewachsene Texaner – der „Gentle Giant“ – hatte den Durchbruch geschafft. Mit seiner warmen, tiefen Stimme erschloss er sich eine Anhängerschaft, die weit über die Country-Szene hinausging. Nur wenige verkauften in den 1970er Jahren mehr Platten als er. Don Williams füllte die Lücke, die der frühe Tod von Jim Reeves gerissen hatte. Mit Songs wie Amanda (1973), Some Broken Hearts Never Mend (1977), Tulsa Time (1978) oder I Believe In You (1980) eroberte er weltweit Spitzenpositionen in den Hitparaden. Besonders erfolgreich war er in England, wo er 1978 die Alben-Bestsellerlisten anführte und 1976 mit I Recall a Gipsy Woman einen Single-Hit hatte (in den USA war Tommy Cash mit diesem Song erfolgreich). 1978 gewann er den CMA Award Country Vocalist of the Year.
Im selben Jahr trat er zusammen mit Eric Clapton, der sich selbst als Don-Williams-Fan bezeichnet, bei einem Konzert auf. Vor der Show spielte Williams ihm den kurz vorher von Danny Flowers geschriebenen Titel Tulsa Time vor, und Clapton war so begeistert, dass sie den Song wenig später zusammen im Studio einspielten. Tulsa Time erreichte die Spitzenposition der Country-Charts und wurde schließlich zur Single des Jahres gekürt. Clapton war 1980 mit seiner eigenen Interpretation des Titels ebenfalls erfolgreich.
1982 erschien das Album Listen to the Radio mit der gleichnamigen Single, die bei Erscheinen Platz 3 der Country-Charts belegen konnte und mit den Jahren zu einer oft gespielten Radio-Hymne avancierte. Williams Erfolgssträhne hielt auch in den 1980er Jahren an. Aufgrund von verstärkten Rückenproblemen und einer 1987 folgenden Operation zog er sich nach und nach auf seine in der Nähe von Nashville gelegene Ranch zurück. Seinen letzten Hiterfolg hatte er 1992 mit Lord Have Mercy on a Country Boy.
Don Williams war in den Popcharts in England und in Deutschland wesentlich erfolgreicher als in den USA. Obwohl er dort 17 Nummer-eins-Hits in den Country-Charts hatte, konnte sich nur der Titel I Believe in You von 1980 in den US-Pop-Charts platzieren (Höchstposition: 24). 2004 erschien erstmals ein Konzertfilm von Don Williams. Die DVD mit dem Titel Into Africa zeigt ein 1997 in Simbabwe aufgezeichnetes Konzert, bei dem  er 16 seiner größten Hits präsentierte. Dass der Country-Sänger auch in Afrika eine breite Fangemeinschaft hat, bestätigt die große Freude des Publikums über seinen ersten Besuch auf ihrem Kontinent.
2010 wurde er in die Country Music Hall of Fame aufgenommen. Im Juni 2012 erschien mit And So It Goes sein erstes Studioalbum nach acht Jahren. Nach einer Abschiedstournee 2006 stand Williams ab 2010 wieder auf der Bühne, bevor er im März 2016 nach einer Hüftoperation zunächst alle geplanten Termine verschob und dann absagte, um sich endgültig ins Privatleben zurückzuziehen. Er starb im September 2017 in Mobile in Alabama nach kurzer Krankheit an einem Lungenemphysem.

## Diskografie

### Alben
| Jahr | Titel                   | Höchstplatzierung, Gesamtwochen, AuszeichnungChartplatzierungen (Jahr, Titel, Platzierungen, Wochen, Auszeichnungen, Anmerkungen) | Höchstplatzierung, Gesamtwochen, AuszeichnungChartplatzierungen (Jahr, Titel, Platzierungen, Wochen, Auszeichnungen, Anmerkungen) | Höchstplatzierung, Gesamtwochen, AuszeichnungChartplatzierungen (Jahr, Titel, Platzierungen, Wochen, Auszeichnungen, Anmerkungen) | Höchstplatzierung, Gesamtwochen, AuszeichnungChartplatzierungen (Jahr, Titel, Platzierungen, Wochen, Auszeichnungen, Anmerkungen) | Höchstplatzierung, Gesamtwochen, AuszeichnungChartplatzierungen (Jahr, Titel, Platzierungen, Wochen, Auszeichnungen, Anmerkungen) | Anmerkungen                                    |
| Jahr | Titel                   | DE | AT | UK | US | Country | Anmerkungen                                    |
| ---- | ----------------------- | --- | --- | --- | --- | --- | ---------------------------------------------- |
| 1973 | Don Williams Volume One | — | — | — | — | Country5 (23 Wo.)Country | Erstveröffentlichung: Juni 1973                |
| 1974 | Don Williams Volume 2   | — | — | — | — | Country13 (17 Wo.)Country | Erstveröffentlichung: Januar 1974              |
| 1974 | Don Williams Volume 3   | — | — | — | — | Country3 (27 Wo.)Country |                                                |
| 1975 | You’re My Best Friend   | — | — | UK58 Silber · (1 Wo.)UK | — | Country5 (25 Wo.)Country |                                                |
| 1976 | Harmony                 | — | — | UK— SilberUK | — | Country1 (27 Wo.)Country | Erstveröffentlichung: 5. April 1976            |
| 1977 | Visions                 | — | — | UK13 Gold · (20 Wo.)UK | — | Country4 (26 Wo.)Country | Erstveröffentlichung: 17. Januar 1977          |
| 1977 | Country Boy             | — | — | UK27 Silber · (5 Wo.)UK | — | Country9 (57 Wo.)Country | Erstveröffentlichung: 13. September 1977       |
| 1978 | Images                  | — | — | UK2 Platin · (28 Wo.)UK | — | — | Erstveröffentlichung: August 1978 UK-Album     |
| 1978 | Expressions             | — | — | UK28 (8 Wo.)UK | US161 (7 Wo.)US | Country2 (61 Wo.)Country | Erstveröffentlichung: 23. August 1978          |
| 1979 | New Horizons            | — | — | UK29 (12 Wo.)UK | — | — | UK-Album                                       |
| 1979 | Portrait                | — | — | UK58 Silber · (4 Wo.)UK | — | Country11 (53 Wo.)Country | Erstveröffentlichung: 19. Oktober 1979         |
| 1980 | I Believe in You        | — | — | UK36 (5 Wo.)UK | US57 Platin · (31 Wo.)US | Country2 (86 Wo.)Country | Erstveröffentlichung: August 1980              |
| 1981 | Especially for You      | — | — | UK33 (7 Wo.)UK | US109 (11 Wo.)US | Country5 (46 Wo.)Country |                                                |
| 1981 | Some Broken Hearts …    | DE5 (9 Wo.)DE | AT7 (4 Wo.)AT | — | — | — | Album für den deutschen Markt zusammengestellt |
| 1982 | Listen to the Radio     | — | — | UK69 (3 Wo.)UK | US166 (8 Wo.)US | Country6 (29 Wo.)Country |                                                |
| 1983 | Yellow Moon             | — | — | UK52 (1 Wo.)UK | — | Country12 (29 Wo.)Country |                                                |
| 1983 | Love Stories            | — | — | UK22 Silber · (13 Wo.)UK | — | — | UK-Album                                       |
| 1984 | Cafe Carolina           | — | — | UK65 (4 Wo.)UK | — | Country13 (46 Wo.)Country | Erstveröffentlichung: Mai 1984                 |
| 1986 | New Moves               | — | — | — | — | Country29 (33 Wo.)Country | Erstveröffentlichung: 17. Januar 1986          |
| 1989 | One Good Well           | — | — | — | — | Country54 (21 Wo.)Country | Erstveröffentlichung: 28. April 1989           |
| 1990 | True Love               | — | — | — | — | Country56 (18 Wo.)Country | Erstveröffentlichung: 7. August 1990           |
| 1998 | I Turn the Page         | — | — | — | — | Country69 (2 Wo.)Country | Erstveröffentlichung: 16. Oktober 1998         |
| 2012 | And So It Goes          | — | — | — | US100 (1 Wo.)US | Country20 (25 Wo.)Country | Erstveröffentlichung: 19. Juni 2012            |
| 2014 | Reflections             | — | — | — | US124 (1 Wo.)US | Country19 (3 Wo.)Country |                                                |

Weitere Studioalben
- 1987: Traces
- 1992: Currents
- 1995: Borrowed Tales
- 1996: Flatlands
- 2004: My Heart to You

### Livealben
- 1994: An Evening with Don Williams: Best of Live
- 2001: Live Greatest Hits, Volume 2
- 2016: Don Williams In Ireland

### Kompilationen
| Jahr | Titel                                           | Höchstplatzierung, Gesamtwochen, AuszeichnungChartplatzierungen (Jahr, Titel, Platzierungen, Wochen, Auszeichnungen, Anmerkungen) | Höchstplatzierung, Gesamtwochen, AuszeichnungChartplatzierungen (Jahr, Titel, Platzierungen, Wochen, Auszeichnungen, Anmerkungen) | Höchstplatzierung, Gesamtwochen, AuszeichnungChartplatzierungen (Jahr, Titel, Platzierungen, Wochen, Auszeichnungen, Anmerkungen) | Höchstplatzierung, Gesamtwochen, AuszeichnungChartplatzierungen (Jahr, Titel, Platzierungen, Wochen, Auszeichnungen, Anmerkungen) | Höchstplatzierung, Gesamtwochen, AuszeichnungChartplatzierungen (Jahr, Titel, Platzierungen, Wochen, Auszeichnungen, Anmerkungen) | Anmerkungen                                   |
| Jahr | Titel                                           | DE | AT | UK | US | Country | Anmerkungen                                   |
| ---- | ----------------------------------------------- | --- | --- | --- | --- | --- | --------------------------------------------- |
| 1975 | Greatest Hits, Volume One                       | — | — | UK29 Silber · (15 Wo.)UK | — | Country5 (20 Wo.)Country | Erstveröffentlichung: 22. September 1975      |
| 1979 | The Best of Don Williams, Volume II             | — | — | — | US— GoldUS | Country7 (149 Wo.)Country |                                               |
| 1984 | The Best of Don Williams, Volume III            | — | — | — | US— GoldUS | Country18 (… Wo.)Country |                                               |
| 1985 | Greatest Hits Volume IV                         | — | — | — | — | Country60 (5 Wo.)Country | Erstveröffentlichung: 11. November 1985       |
| 1987 | 20 Greatest Hits                                | — | — | — | US87 (1 Wo.)US | Country14 (1 Wo.)Country |                                               |
| 2000 | 20th Century Masters: The Millennium Collection | — | — | — | — | Country74 (1 Wo.)Country | Erstveröffentlichung: 20. Juni 2000           |
| 2004 | The Definitive Collection                       | — | — | — | — | Country48 (17 Wo.)Country | Erstveröffentlichung: 22. Juni 2004           |
| 2006 | The Definitive Don Williams – His Greatest Hits | — | — | UK26 Gold · (8 Wo.)UK | — | — | Erstveröffentlichung: 10. April 2006 UK-Album |
| 2010 | Icon: Don Williams                              | — | — | — | — | Country43 (75 Wo.)Country | Erstveröffentlichung: 31. August 2010         |

Weitere Kompilationen
- 1980: The Very Best Of Don Williams (UK: Gold)
- 1986: Lovers and Best Friends
- 1990: Greatest Country Hits
- 1995: The Best of Don Williams (UK: Gold)
- 1997: The Very Best Of (UK: Gold)
- 2000: Gold
- 2001: 20th Century Masters: The Millennium Collection, Vol. 2
- 2013: It Must Be Love: The Collection (UK: Silber)

### Mit The Pozo-Seco-Singers
| Jahr | Titel                  | Höchstplatzierung, Gesamtwochen, AuszeichnungChartplatzierungen (Jahr, Titel, Platzierungen, Wochen, Auszeichnungen, Anmerkungen) | Höchstplatzierung, Gesamtwochen, AuszeichnungChartplatzierungen (Jahr, Titel, Platzierungen, Wochen, Auszeichnungen, Anmerkungen) | Höchstplatzierung, Gesamtwochen, AuszeichnungChartplatzierungen (Jahr, Titel, Platzierungen, Wochen, Auszeichnungen, Anmerkungen) | Höchstplatzierung, Gesamtwochen, AuszeichnungChartplatzierungen (Jahr, Titel, Platzierungen, Wochen, Auszeichnungen, Anmerkungen) | Höchstplatzierung, Gesamtwochen, AuszeichnungChartplatzierungen (Jahr, Titel, Platzierungen, Wochen, Auszeichnungen, Anmerkungen) | Anmerkungen |
| Jahr | Titel                  | DE | AT | UK | US | Country | Anmerkungen |
| ---- | ---------------------- | --- | --- | --- | --- | --- | ----------- |
| 1966 | Time                   | — | — | — | US127 (6 Wo.)US | — |             |
| 1967 | I Can Make It With You | — | — | — | US81 (10 Wo.)US | — |             |

grau schraffiert: keine Chartdaten aus diesem Jahr verfügbar
Weitere Alben
- 1968: Shades of Time
- 1970: Spend Some Time With Me

### Singles
| Jahr | Titel Album                                                         | Höchstplatzierung, Gesamtwochen, AuszeichnungChartplatzierungen (Jahr, Titel, Album, Platzierungen, Wochen, Auszeichnungen, Anmerkungen) | Höchstplatzierung, Gesamtwochen, AuszeichnungChartplatzierungen (Jahr, Titel, Album, Platzierungen, Wochen, Auszeichnungen, Anmerkungen) | Höchstplatzierung, Gesamtwochen, AuszeichnungChartplatzierungen (Jahr, Titel, Album, Platzierungen, Wochen, Auszeichnungen, Anmerkungen) | Höchstplatzierung, Gesamtwochen, AuszeichnungChartplatzierungen (Jahr, Titel, Album, Platzierungen, Wochen, Auszeichnungen, Anmerkungen) | Höchstplatzierung, Gesamtwochen, AuszeichnungChartplatzierungen (Jahr, Titel, Album, Platzierungen, Wochen, Auszeichnungen, Anmerkungen) | Anmerkungen                    |
| Jahr | Titel Album                                                         | DE | AT | UK | US | Country | Anmerkungen                    |
| ---- | ------------------------------------------------------------------- | --- | --- | --- | --- | --- | ------------------------------ |
| 1973 | Shelter of Your Eyes Don Williams Volume One                        | — | — | — | — | Country14 (16 Wo.)Country |                                |
| 1973 | Come Early Morning Don Williams Volume One                          | — | — | — | — | Country12 (16 Wo.)Country |                                |
| 1973 | Amanda –                                                            | — | — | — | — | Country33 (7 Wo.)Country | B-Seite von Come Early Morning |
| 1974 | Atta Way to Go Don Williams Volume Two                              | — | — | — | — | Country13 (14 Wo.)Country |                                |
| 1974 | We Should Be Together Don Williams Volume Two                       | — | — | — | — | Country5 (15 Wo.)Country |                                |
| 1974 | Down the Road I Go Don Williams Volume Two                          | — | — | — | — | Country62 (7 Wo.)Country |                                |
| 1974 | I Wouldn’t Want to Live If You Didn’t Love Me Don Williams Vol. III | — | — | — | — | Country1 (17 Wo.)Country |                                |
| 1974 | The Ties That Bind Don Williams Vol. III                            | — | — | — | — | Country4 (15 Wo.)Country |                                |
| 1975 | You’re My Best Friend                                               | — | — | UK35 (6 Wo.)UK | — | Country1 (17 Wo.)Country |                                |
| 1975 | (Turn Out the Light And) Love Me Tonight You’re My Best Friend      | — | — | — | — | Country1 (16 Wo.)Country |                                |
| 1975 | Til the Rivers All Run Dry Harmony                                  | — | — | — | — | Country1 (16 Wo.)Country |                                |
| 1976 | Say It Again Harmony                                                | — | — | — | — | Country1 (14 Wo.)Country |                                |
| 1976 | I Recall a Gypsy Woman –                                            | — | — | UK13 (10 Wo.)UK | — | — | B-Seite von Atta Way to Go     |
| 1976 | She Never Knew Me Harmony                                           | — | — | — | — | Country2 (15 Wo.)Country |                                |
| 1977 | Some Broken Hearts Never Mend Visions                               | — | — | — | — | Country1 (16 Wo.)Country |                                |
| 1977 | I’m Just a Country Boy Country Boy                                  | — | — | — | — | Country1 (15 Wo.)Country |                                |
| 1978 | I’ve Got a Winner in You Country Boy                                | — | — | — | — | Country7 (14 Wo.)Country |                                |
| 1978 | Rake and Ramblin’ Man Country Boy                                   | — | — | — | — | Country3 (15 Wo.)Country |                                |
| 1978 | Tulsa Time Expressions                                              | — | — | — | — | Country1 (16 Wo.)Country |                                |
| 1979 | Lay Down Beside Me Expressions                                      | — | — | — | — | Country3 (15 Wo.)Country |                                |
| 1979 | It Must Be Love Expressions                                         | — | — | — | — | Country1 (14 Wo.)Country |                                |
| 1979 | Love Me Over Again Portrait                                         | — | — | — | — | Country1 (16 Wo.)Country |                                |
| 1980 | Good Ole Boys Like Me Portrait                                      | — | — | — | — | Country2 (15 Wo.)Country |                                |
| 1980 | I Believe in You                                                    | — | — | — | US24 (20 Wo.)US | Country1 (16 Wo.)Country |                                |
| 1980 | Could You Ever Really Love a Poor Boy –                             | — | — | — | — | Country97 (2 Wo.)Country | Promo-Single                   |
| 1981 | Falling Again I Believe in You                                      | — | — | — | — | Country6 (16 Wo.)Country |                                |
| 1981 | Miracles Especially for You                                         | — | — | — | — | Country4 (15 Wo.)Country |                                |
| 1981 | Lord, I Hope This Day Is Good Especially for You                    | — | — | — | — | Country1 (20 Wo.)Country |                                |
| 1982 | Listen to the Radio                                                 | — | — | — | — | Country3 (16 Wo.)Country |                                |
| 1982 | Mistakes Listen to the Radio                                        | — | — | — | — | Country3 (17 Wo.)Country |                                |
| 1982 | If Hollywood Don’t Need You (Honey I Still Do) Listen to the Radio  | — | — | — | — | Country1 (20 Wo.)Country |                                |
| 1983 | Love Is on a Roll Yellow Moon                                       | — | — | — | — | Country1 (18 Wo.)Country |                                |
| 1983 | Nobody but You Yellow Moon                                          | — | — | — | — | Country2 (19 Wo.)Country |                                |
| 1983 | Stay Young Yellow Moon                                              | — | — | — | — | Country1 (19 Wo.)Country |                                |
| 1984 | That’s the Thing About Love Cafe Carolina                           | — | — | — | — | Country1 (20 Wo.)Country |                                |
| 1984 | Maggie’s Dream Cafe Carolina                                        | — | — | — | — | Country11 (21 Wo.)Country |                                |
| 1985 | Walkin’ a Broken Heart Cafe Carolina                                | — | — | — | — | Country2 (20 Wo.)Country |                                |
| 1985 | It’s Time for Love Cafe Carolina                                    | — | — | — | — | Country20 (19 Wo.)Country |                                |
| 1986 | We’ve Got a Good Fire Goin’ New Moves                               | — | — | — | — | Country3 (22 Wo.)Country |                                |
| 1986 | Heartbeat in the Darkness New Moves                                 | — | — | — | — | Country1 (22 Wo.)Country |                                |
| 1986 | Then It’s Love New Moves                                            | — | — | — | — | Country3 (22 Wo.)Country |                                |
| 1987 | Señorita New Moves                                                  | — | — | — | — | Country9 (21 Wo.)Country |                                |
| 1987 | I’ll Never Be in Love Again New Moves                               | — | — | — | — | Country4 (26 Wo.)Country |                                |
| 1987 | I Wouldn’t Be a Man Traces                                          | — | — | — | — | Country9 (26 Wo.)Country |                                |
| 1988 | Another Place, Another Time Traces                                  | — | — | — | — | Country5 (23 Wo.)Country |                                |
| 1988 | Desperately Traces                                                  | — | — | — | — | Country7 (24 Wo.)Country |                                |
| 1989 | Old Coyote Town Traces                                              | — | — | — | — | Country5 (21 Wo.)Country |                                |
| 1989 | One Good Well                                                       | — | — | — | — | Country4 (24 Wo.)Country |                                |
| 1989 | I’ve Been Loved by the Best One Good Well                           | — | — | — | — | Country4 (26 Wo.)Country |                                |
| 1990 | Just as Long as I Have You Traces                                   | — | — | — | — | Country4 (26 Wo.)Country |                                |
| 1990 | Maybe That’s All It Takes Traces                                    | — | — | — | — | Country22 (21 Wo.)Country |                                |
| 1990 | Back in My Younger Days True Love                                   | — | — | — | — | Country2 (20 Wo.)Country |                                |
| 1991 | True Love                                                           | — | — | — | — | Country4 (20 Wo.)Country |                                |
| 1991 | Lord Have Mercy on a Country Boy True Love                          | — | — | — | — | Country7 (20 Wo.)Country |                                |
| 1992 | It’s Who You Love Currents                                          | — | — | — | — | Country73 (2 Wo.)Country |                                |
| 1992 | Too Much Love Currents                                              | — | — | — | — | Country72 (3 Wo.)Country |                                |

Weitere Singles
- 1992: Catfish Bates
- 1995: Fever
- 1995: Games People Play
- 1998: Cracker Jack Diamond
- 1998: Pretty Little Baby Child
- 2004: My Heart to You
- 2012: I Just Come Here for the Music (mit Alison Krauss)
- 2014: I’ll Be Here in the Morning

### Mit The Pozo-Seco-Singers
| Jahr | Titel Album                                  | Höchstplatzierung, Gesamtwochen, AuszeichnungChartplatzierungen (Jahr, Titel, Album, Platzierungen, Wochen, Auszeichnungen, Anmerkungen) | Höchstplatzierung, Gesamtwochen, AuszeichnungChartplatzierungen (Jahr, Titel, Album, Platzierungen, Wochen, Auszeichnungen, Anmerkungen) | Höchstplatzierung, Gesamtwochen, AuszeichnungChartplatzierungen (Jahr, Titel, Album, Platzierungen, Wochen, Auszeichnungen, Anmerkungen) | Höchstplatzierung, Gesamtwochen, AuszeichnungChartplatzierungen (Jahr, Titel, Album, Platzierungen, Wochen, Auszeichnungen, Anmerkungen) | Höchstplatzierung, Gesamtwochen, AuszeichnungChartplatzierungen (Jahr, Titel, Album, Platzierungen, Wochen, Auszeichnungen, Anmerkungen) | Anmerkungen |
| Jahr | Titel Album                                  | DE | AT | UK | US | Country | Anmerkungen |
| ---- | -------------------------------------------- | --- | --- | --- | --- | --- | ----------- |
| 1966 | Time                                         | — | — | — | US47 (7 Wo.)US | — |             |
| 1966 | I’ll Be Gone Time                            | — | — | — | US92 (2 Wo.)US | — |             |
| 1966 | I Can Make It With You                       | — | — | — | US32 (11 Wo.)US | — |             |
| 1967 | Look What You’ve Done I Can Make It With You | — | — | — | US32 (9 Wo.)US | — |             |
| 1967 | I Believed It All –                          | — | — | — | US96 (1 Wo.)US | — |             |
| 1967 | Louisiana Man –                              | — | — | — | US97 (3 Wo.)US | — |             |

Weitere Singles
- 1967: Almost Persuaded
- 1967: Morning Dew
- 1967: Excuse Me Dear Martha
- 1968: Creole Woman
- 1970: Comin’ Apart
- 1970: Strawberry Fields/Something

### Gastbeiträge
| Jahr | Titel Album              | Höchstplatzierung, Gesamtwochen, AuszeichnungChartplatzierungen (Jahr, Titel, Album, Platzierungen, Wochen, Auszeichnungen, Anmerkungen) | Höchstplatzierung, Gesamtwochen, AuszeichnungChartplatzierungen (Jahr, Titel, Album, Platzierungen, Wochen, Auszeichnungen, Anmerkungen) | Höchstplatzierung, Gesamtwochen, AuszeichnungChartplatzierungen (Jahr, Titel, Album, Platzierungen, Wochen, Auszeichnungen, Anmerkungen) | Höchstplatzierung, Gesamtwochen, AuszeichnungChartplatzierungen (Jahr, Titel, Album, Platzierungen, Wochen, Auszeichnungen, Anmerkungen) | Höchstplatzierung, Gesamtwochen, AuszeichnungChartplatzierungen (Jahr, Titel, Album, Platzierungen, Wochen, Auszeichnungen, Anmerkungen) | Anmerkungen        |
| Jahr | Titel Album              | DE | AT | UK | US | Country | Anmerkungen        |
| ---- | ------------------------ | --- | --- | --- | --- | --- | ------------------ |
| 1981 | If I Needed You Cimarron | — | — | — | — | Country3 (17 Wo.)Country | mit Emmylou Harris |

### Videoalben
- 1990: Don Williams Live (US: Gold)
- 2004: Into Africa
- 2016: Don Williams in Ireland: The Gentle Giant in Concert